# Trail of Tears
Trail of Tears – norweska grupa muzyczna wykonująca gothic metal z wpływami black metalu jak i metalu symfonicznego. Założona 1994 pod pierwotną nazwą Natt (nor. noc) która została zmieniona rok później dla podkreślenia zmian jakie nastąpiły w stylu granej muzyki oraz składzie zespołu.

## Muzycy

### Obecny skład zespołu
- Ronny Thorsen − śpiew (1994-)
- Cathrine Paulsen − śpiew (2000-2004, 2007-)
- Bjørn Erik Næss − gitara (2007-)
- Endre Moe − gitara basowa (2007-)
- Cato Jensen − perkusja (2007-)

### Byli członkowie zespołu
- Pål Olsen − gitara (2007-2010)[3]
- Kjetil Nordhus − śpiew (2003-2006)
- Ales Vik − śpiew (1994-1997)
- Helena Iren Michaelsen − śpiew (1997-2000)
- Michael Krumins − gitara (1997)
- Runar Hansen − gitara (1997-2006)
- Terje Heiseldal − gitara (1997-2005)
- Kjell Rune Hagen − gitara basowa (1997-2006)
- Frank Roald Hagen − instrumenty klawiszowe (1997-2006)
- Vidar Uleberg − perkusja (1994-1997)
- Jonathan Perez − perkusja (1997-2006)

## Dyskografia
- Natt (1996, jako Natt)
- Disclosure in Red (1998)
- Profoundemonium (2000)
- A New Dimension of Might (2002)
- Free Fall into Fear (2005)
- Existentia (2007)
- Bloodstained Endurance (2009)[4]
- Oscillation (2013)